# Sarcocornia natalensis
Sarcocornia natalensis är en amarantväxtart som först beskrevs av Aleksandr Andrejevitj Bunge och Ung.-sternb., och fick sitt nu gällande namn av Andrew John Scott. Sarcocornia natalensis ingår i släktet Sarcocornia och familjen amarantväxter.

## Underarter
Arten delas in i följande underarter:
- S. n. affinis
- S. n. natalensis